# Neophrida
Neophrida é um gênero de mariposa pertencente à família Crambidae.